# ایگل پریمیر

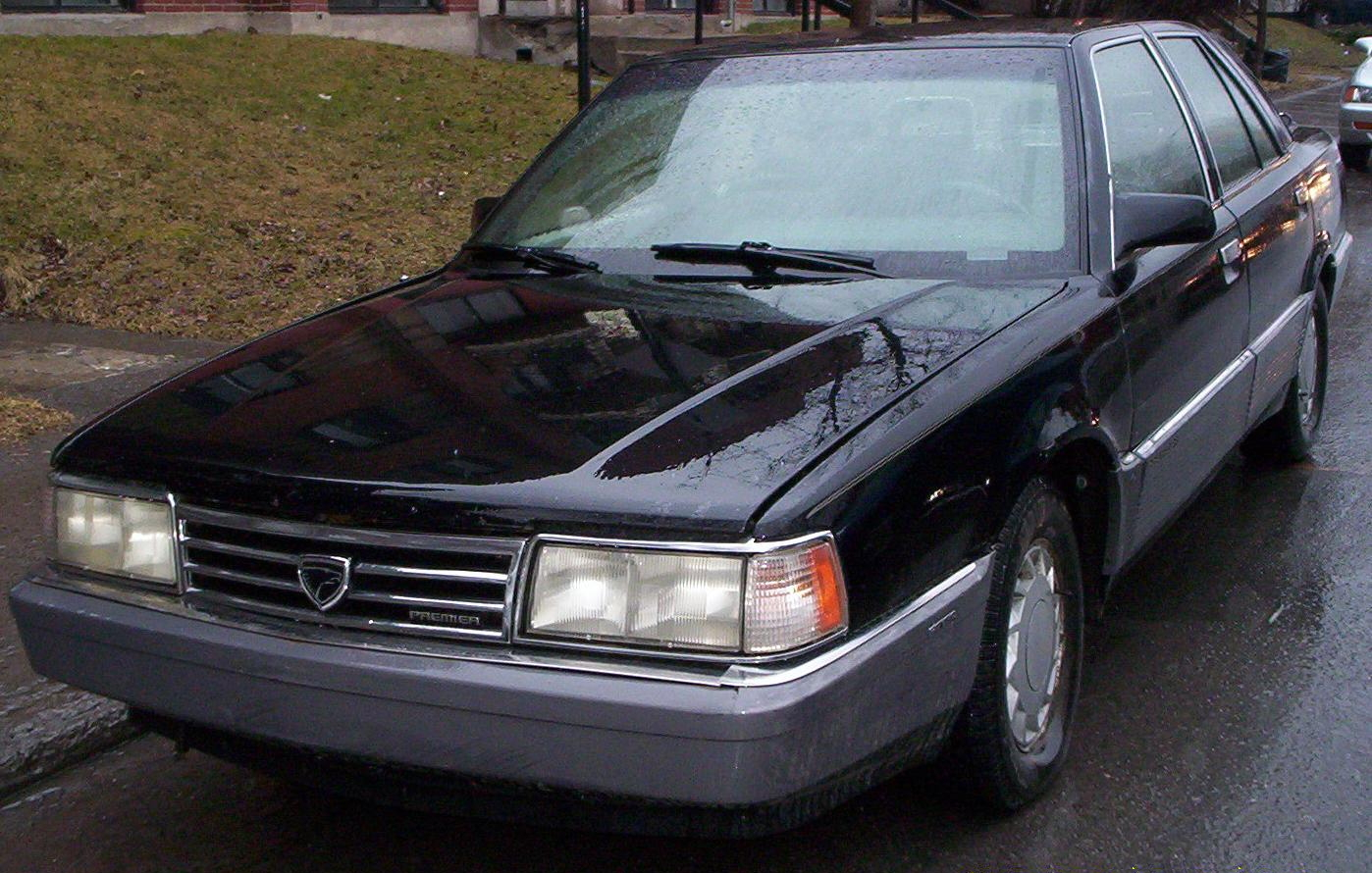

ایگل پریمیر (Eagle Premier) خودرویی است که در سال‌های ۱۹۸۷ تا ۱۹۹۲در کانادا تولید شده‌است. طراحی آن خودروهای موتور جلو-محور جلو بوده طول آن در حالت طبیعی ۱۹۲٫۸ اینچ (۴٬۹۰۰ میلیمتر) است. سیستم جعبه‌دندهٔ آن ۴ دنده به صورت خودکار است.